# Les Jeux de Quillan
Les Jeux de Quillan (titre original : The Quillan Games) est le septième tome de la série à succès Bobby Pendragon écrite par D. J. MacHale.

## Résumé
L'histoire se passe sur Quillan.